# Pietà de Florença
A Pietà de Florença  é uma escultura de uma Pietà realizada em mármore por Miguel Ângelo e conservada no Museu dell'Opera del Duomo em Florença.

## História
A escultura mede mais de dois metros de altura, e foi iniciada por volta de 1550 e realizada em Roma, onde o artista morava habitualmente desde 1534. Representa o corpo de Cristo sustentado por Nicodemo, abraçado pela Virgem Maria e, à esquerda do grupo, Maria Madalena. No rosto de Nicodemo o artista realizou o seu próprio auto-retrato. Nesta época já Miguel Ângelo estava muito influenciado pelo seu profundo pensamento religioso, e este grupo escultórico o realizava com o desejo que fora colocado na sua sepultura na basílica de Santa Maria Maior em Roma.
A escultura foi vendida por Miguel Ângelo a Francesco Bandini por duzentos escudos, pois de seguida mudou o seu desejo de ser enterrado em Roma pelo de repousar em Florença. A escultura esteve na vila romana de Francesco Bandini até o seu translado e colocação na igreja de San Lorenzo de Florença por Cosme III em 1674, ali esteve até ser transferida em 1722 a Santa Maria del Fiore e, finalmente desde 1960, ficar exposta no museu da catedral.

## Análise da obra

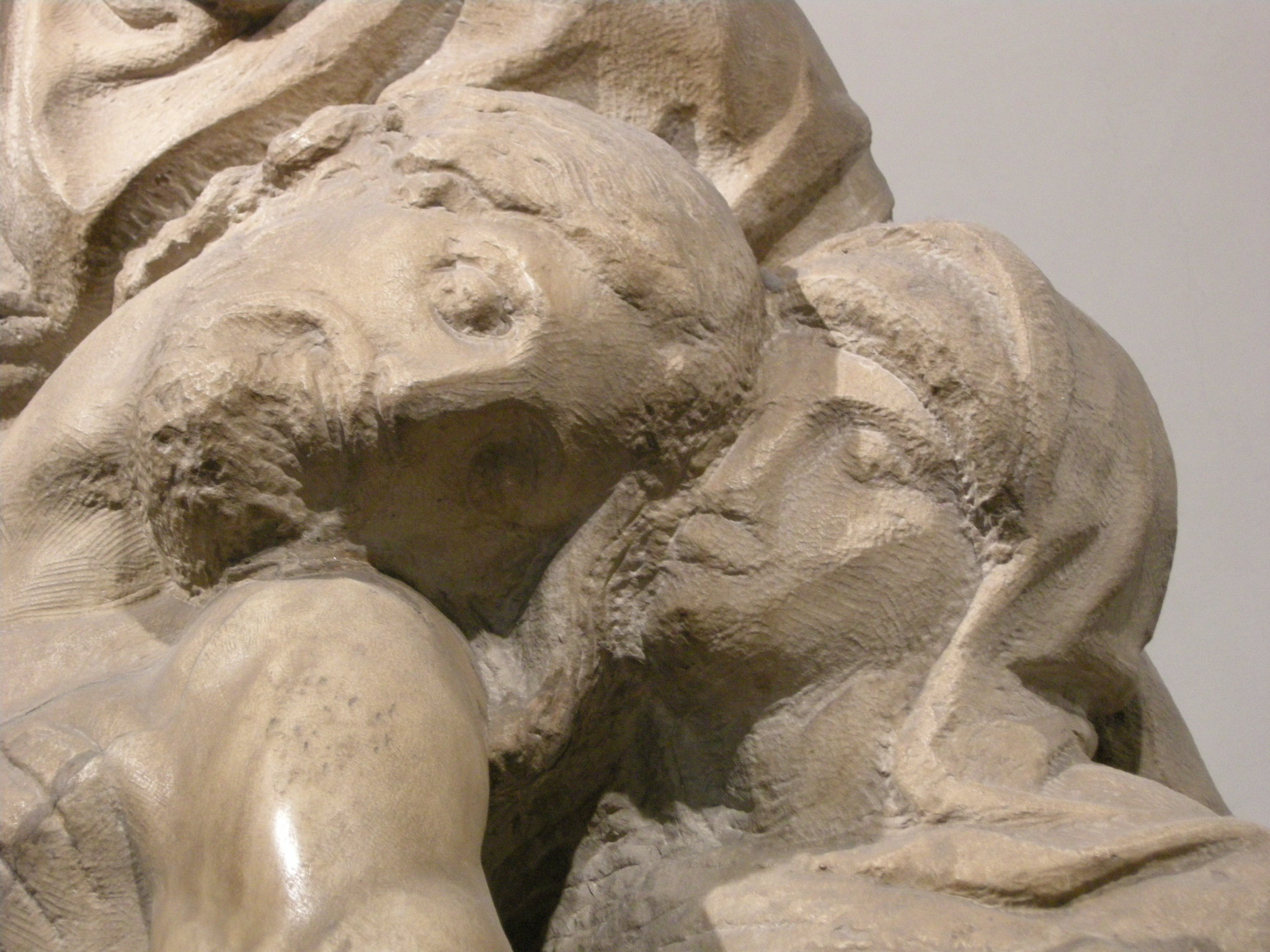
Pormenor da Pietà.

Ao contrário da serenidade que representou na sua primeira realização da Pietà do Vaticano, nesta demonstra o seu estado anímico apresentando o dramatismo da morte com a angústia nas personagens. Representam-nos numa composição piramidal, o Cristo mostra-se como uma "figura serpentinata" própria do maneirismo. Tolnay interpretou-o alegoricamente:
| “ | Uma vez mais patentiza-se o simbolismo dos lados: o direito, onde se encontra a Madalena, é o da vida, e o esquerdo, onde está Maria, é o da morte. Personificando a divina Providência, Nicodemo, como o sacerdote nuns esponsais, completa com emoção a reunião da Mãe e do Filho, tão desejada por Maria, A dor pela morte foi superada: as personagens vivas ficam invadidas do mesmo sentimento de beatitude que se lê nos serenos traços de Jesus Cristo morto. Os corpos individuais fundem-se, compenetrando-se intimamente como os sentimentos das personagens. Esta nova concepção da Pietà é uma demonstração de que Miguel Ângelo se reconciliou com a ideia da morte, que vê agora como a suprema libertação da alma. | ” |

Miguel Ângelo, insatisfeito pela sua obra, começou a destruí-la, mas foi detido pelo seu criado. Ainda atualmente é possível ver algumas quebras no corpo de Cristo, no braço e na perna esquerda, assim como nos dedos da mão da Virgem. A figura da Madalena, à esquerda do grupo, foi terminada por Tibério Calcagni, aluno e amigo de Miguel Ângelo, ressaltando do resto do grupo pela sua dimensão menor.

Sobre a ruptura da escultura Vasari escreveu:
| “ | ... talvez porque a pedra fosse dura e cheia de esmeril e o punção tirasse faíscas dela, ou talvez porque a sua autocrítica era tão severa, que nunca ficava contente com nada do que fazia... Tiberio Calcagni perguntou por que rompera a Pietà e perdera o seu maravilhoso esforço. Miguel Ângelo respondeu que uma das razões era porque o seu criado o importunara com os seus sermões diários para que a terminasse e outra porque se quebrara uma peça do braço da Virgem. E tudo isto, disse, bem como outras desgraças, incluindo a descoberta de uma fenda no mármore, fizeram odiar a obra, perdera a paciência e rompera-a. | ” |

## OutrasPietàde Miguel Ângelo

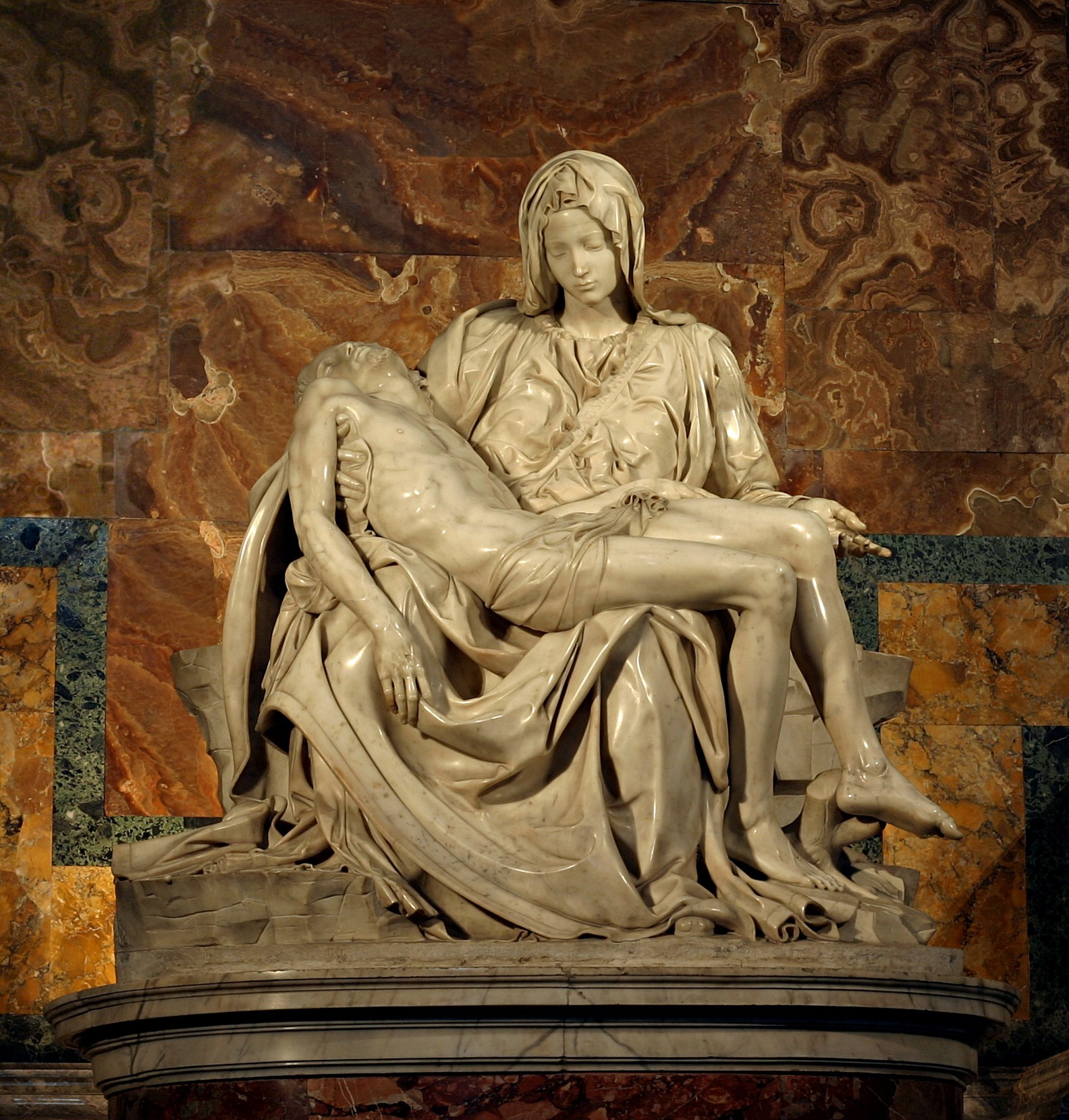
Pietà do Vaticano.
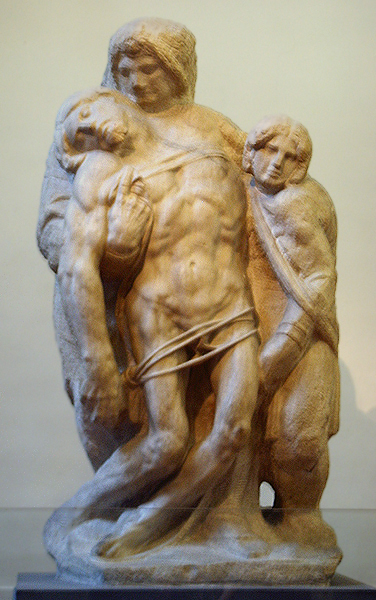
Pietà Palestrina.
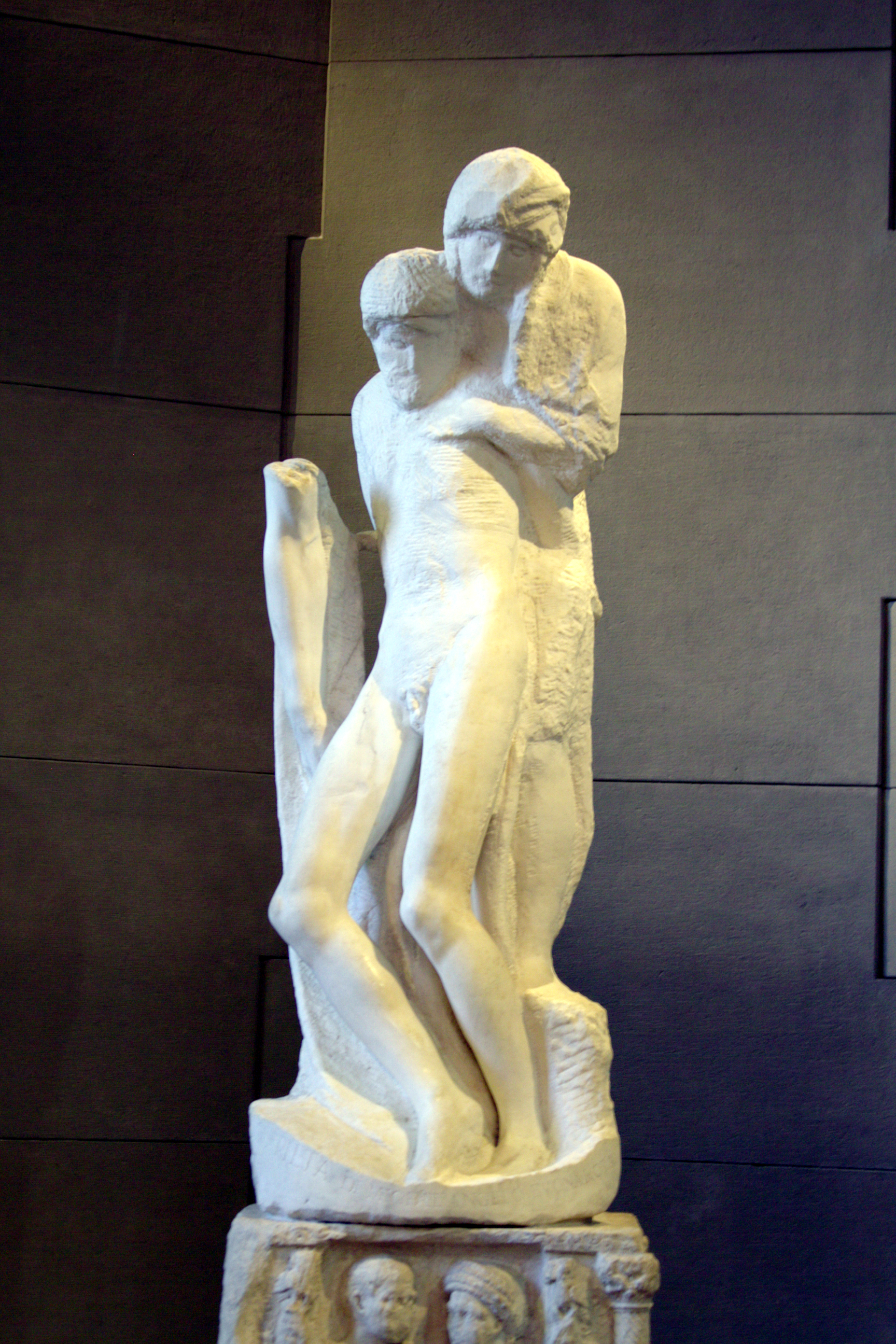
Pietà Rondanini.